# Maximilien Joseph Boulon-Martel
Maximilien Joseph Boulon-Martel est un homme politique français né le 27 décembre 1779 à Abbeville (Somme) et décédé le 27 avril 1832 à Abbeville (Somme).

## Biographie
Propriétaire à Abbeville, il est élu député le 23 juin 1830, comme légitimiste. Il démissionne le 10 août, refusant de prêter serment à la Monarchie de Juillet. Il devient conseiller général en 1831 et juge suppléant au tribunal d'Abbeville.

## Sources
- « Maximilien Joseph Boulon-Martel », dans Adolphe Robert et Gaston Cougny, Dictionnaire des parlementaires français, Edgar Bourloton, 1889-1891 [détail de l’édition]